# Karby, Täby kommun

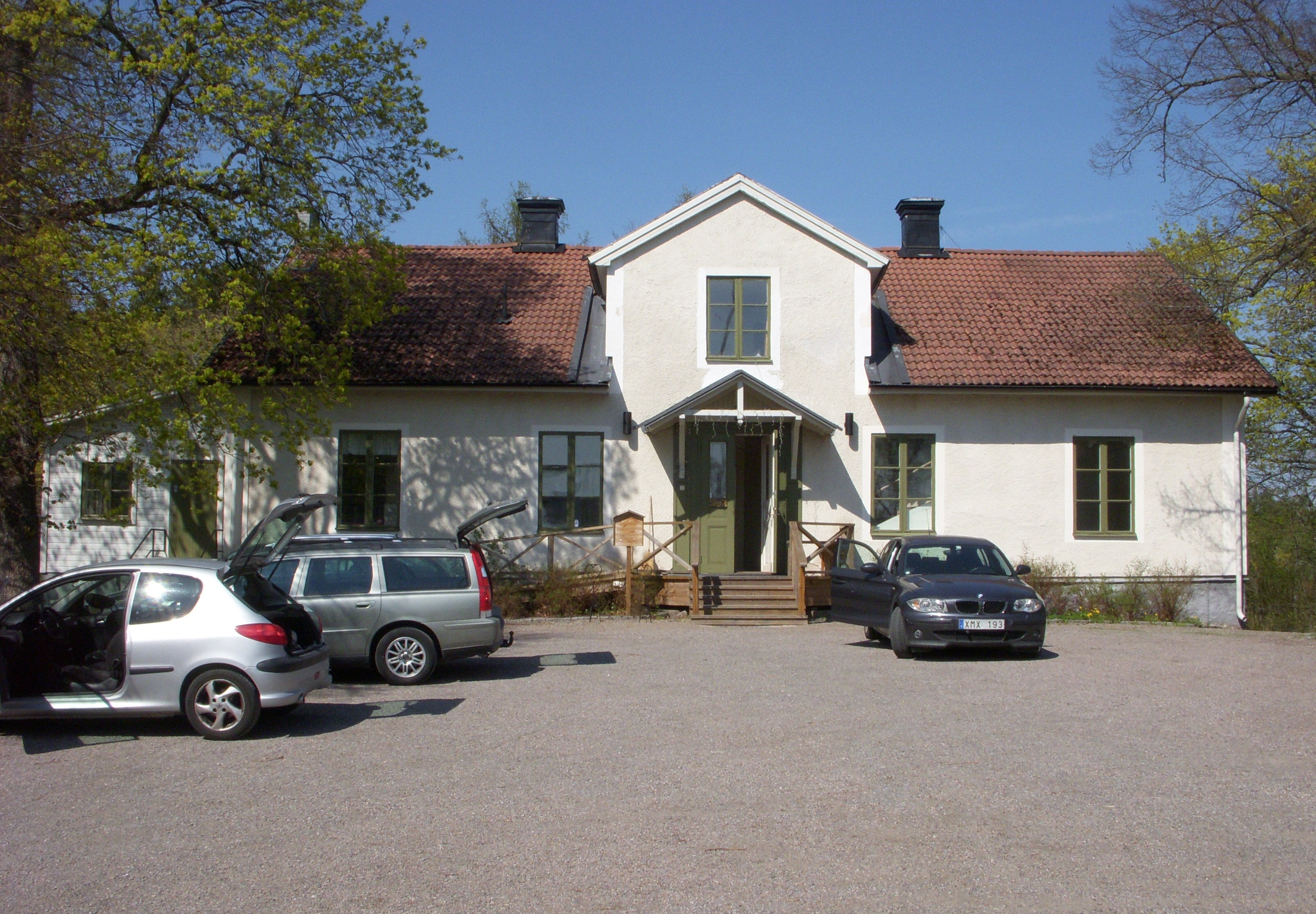
Karby gård konstcentrum.

Karby är en kommundel i Täby kommun, Stockholms län.
Karby saknar tätbetygelse och utgör ett lantligt område mellan Täby kyrkby och de tätbebyggda södra delarna av kommunen. Karby genomkorsas av Roslagsbanans Kårstagren, som dock saknar station inom området.
Kommundelen har namn efter Karby gård, som tidigt omnämns som Karleby. Gården inrymmer numera Karby gård konstcentrum 